# Албанци
 Тази статия е за етническата група.  За селото в България вижте Албанци (село).  
Албанците (на албански: Shqiptarë) са народност, наброяваща около 6 млн. души, която населява западната част на Балканския полуостров.

## Наименование
Етнонимът „албанци“ произлиза от древногръцкото Ἀλβανοί, наименование на едно от илирийските племена, споменато и от Птолемей. Вариант на това име е Αρβανοί – от него идва използваната в миналото на български форма арбанаси, както и наименованията на албанските общности в Италия – арбареши – и в южна Гърция – арванити. Той е основа и на турското наименование Arnavut, от което произлиза и използваната в българския форма арнаути.
Самите албанци се наричат shqiptarët („шкиптари“). Според различни автори това име идва от shqipe („орел“) или по-вероятно от me shqiptue („говоря“). Сръбската форма на това име – Шћиптари – днес се използва с пейоративен оттенък.

## Разпространение
Албанското население може да се раздели на няколко групи по местообитанието им:
- 2 900 000 души живеят в Албания според предварителната информация от преброяването за 2001 г.  Архив на оригинала от 2004-06-20 в Wayback Machine., но според данните за 2002 г. [11] населението в страната наброява 3 544 841 души.
- 1 303 034 души живеят в Косово (и малко в Сърбия) според последното преброяване през 1981 г., включително бежанците в чужбина, напуснали след конфликта от 1998 – 1999 г.
- 40 415 души живеят в Черна гора според данните от преброяването за 1991 г.; според албански източници те са около 50 000 [12].
- 509 000 души живеят в Северна Македония според данните от преброяването през 2002 г.
- 100 000 души живеят в Южна Италия, най-вече в областта Калабрия, като мнозинството от тях пристигат там след 1991 г.
- Според неофициална информация в Гърция живеят над 500 000 души[13]. Повечето от тях са там нелегално.

## Език
Албанците говорят на албански език. Говорите са 2 групи: в Северна Албания – геги, и в Южна Албания – тоски.

## В Османската империя
Според Уолш (1828) и Бейкър (1877) албанските мюсюлмани играят голяма роля в ежедневния живот и във външния вид на европейската част на Турция, по която са разпръснати на малки подвижни групи, работещи като занаятчии, ханджии, каваси, жандарми и най-вече войници. Описани са като „свирепи планинци“ с „дух на родова принадлежност и феодална йерархия“, с „природа на религиозен фанатизм“, с „чувство за чест“ и с „присъща бруталност, близка до диващина“.

## Религия
Албанците са мюсюлмани (сунити и бекташи, предимно на север), православни (предимно на юг и в Гърция), католици и атеисти.